# ゴート語文法 (ジョセフ・ライト)
『ゴート語文法』（ゴートごぶんぽう、Grammar of the Gothic Language）はジョゼフ・ライトの著書。印欧祖語、ゲルマン祖語の比較言語学的な解説から説き起こし、ゴート語の文法について述べる。 同著者による『A Primer of the Gothic Language』を全面的に書き換えたもので、1910年に出版され、以後再版をかさねた。